# Абдурахмонов, Шерзод
Шерзод Абдурахмонов (род. 12 января 1982) — узбекский боксёр, представитель средней весовой категории. Выступал за сборную Узбекистана по боксу в 2000-х годах, бронзовый призёр чемпионата Азии, победитель и призёр турниров международного значения, участник летних Олимпийских игр в Афинах.

## Биография
Шерзод Абдурахмонов родился 12 января 1982 года.
Первого серьёзного успеха на взрослом международном уровне добился в сезоне 2002 года, когда вошёл в состав узбекской национальной сборной и побывал на Кубке Анвара Чоудри в Баку, откуда привёз награду золотого достоинства — в зачёте первой наилегчайшей весовой категории одолел всех оппонентов, в том числе в финале взял верх над канадцем Жаном Паскалем, будущим чемпионом мира среди профессионалов.
В 2003 году стал бронзовым призёром Кубка Чоудри, получил бронзу на международном турнире «Ахмет Джёмерт» в Стамбуле, завоевал серебряную медаль на Всемирных военных играх в Катании, уступив в решающем финальном поединке среднего веса россиянину Матвею Коробову.
Занял второе место на азиатской олимпийской квалификации 2004 года в Гуанчжоу и благодаря этому удачному выступлению удостоился права защищать честь страны на летних Олимпийских играх в Афинах. В категории до 75 кг благополучно прошёл первого соперника по турнирной сетке, турка Сердара Устюнера, тогда как во втором бою со счётом 19:33 потерпел поражение от российского боксёра Гайдарбека Гайдарбекова.
После афинской Олимпиады Абдурахмонов остался в составе боксёрской команды Узбекистана и продолжил принимать участие в крупнейших международных соревнованиях. Так, в 2005 году он выиграл бронзовую медаль на чемпионате Азии в Хошимине, стал серебряным призёром Кубка химии в Галле, где в финале был остановлен немцем Эдуардом Гуткнехтом. Участвовал в чемпионате мира в Мяньяне, но попасть здесь в число призёров не смог, в 1/8 финала проиграл армянину Андранику Акопяну.
В 2006 году одержал победу на международном турнире «Странджа» в Плевене, взял бронзу на чемпионате CISM в Германии.
Поднявшись в 2007 году в полутяжёлую весовую категорию, выиграл Кубок короля в Бангкоке и стал серебряным призёром Мемориала Макара Мазая в Мариуполе, где уступил в финале представителю Украины Исмаилу Силлаху.
В 2008 году был лучшим на чемпионате Узбекистана в среднем весе, получил серебряную награду на чемпионате CISM в Азербайджане.